# Pericamenta pauperula
Pericamenta pauperula är en skalbaggsart som beskrevs av Louis Albert Péringuey 1904. Pericamenta pauperula ingår i släktet Pericamenta och familjen Melolonthidae. Inga underarter finns listade i Catalogue of Life.